# 竹瓦根镇
竹瓦根镇是中国西藏自治区察隅县下辖的一个镇，县政府驻地，位于县境中心偏西南地带，总面积2878.1平方公里，2003年底人口2762人，其中农牧民2762人。下辖13个村委会：知美村、嘎达村、曲瓦村、嘎巴村、扎拉村、雄久村、巴嘎村、桑久村、日东村、目若村、龙古村、空挡村、吉太村。